# چیپ‌تیون
چیپ تیون (به انگلیسی: Chiptune) که با نام‌های موسیقی چیپ (به انگلیسی: Chip music) یا موسیقی ۸-بیتی (به انگلیسی: 8-bit music) نیز شناخته شده‌است، یک موسیقی الکترونیک سینث‌سایز شده‌است که با استفاده از تراشه صدای رایانه‌های قدیمی و کنسول‌های بازی ویدئویی و دستگاه بازی سکه‌ای و به همین ترتیب با استفاده از روش‌هایی مانند برابرسازی تهیه (یا برابرسازی) شده‌است.
در اوایل دههٔ ۱۹۸۰ رایانه‌های شخصی ارزانتر شدند و نسبت به قبل، بیشتر در دسترس قرار گرفتند. این موضوع باعث فراوانی رایانه‌های شخصی و کنسول‌های بازی قدیمی و دست دوم شد که صاحبان آن‌ها دستگاه‌ها و رایانه‌های جدیدی را خریداری کرده بودند. این دستگاه‌ها به عنوان دستگاه‌های دست نخورده، قیمت پائینی داشتند و پیدا کردن آن‌ها کار سختی نبود، که باعث شد آن‌ها به گزینه‌هایی بسیار قابل دسترسی و روشی قابل اطمینان و توانا برای ساخت صدا یا آثار هنری تبدیل شوند.
زمانی که این سبک بیشتر از هر سبک دیگری زیرزمینی بود، موفق به کسب محبوبیت متوسطی در دههٔ ۱۹۸۰ و قرن ۲۱ شد و تأثیر به سزایی بر موسیقی رقص الکترونیک گذاشت.